# 요시오카 마야
요시오카 마야(일본어: 吉岡 麻耶 よしおか まや[*])는 일본의 여성 성우. 도쿄도 출신. EARLY WING 소속. 이전에는 브링업, 그룹 임팩트/극단 알터에고 소속이었다.